# クラックリン
『クラックリン』（Cracklin'）は、アメリカ合衆国のジャズ・ドラマー、ロイ・ヘインズが1963年に録音・発表したスタジオ・アルバム。

## 解説
「スクーチー」は本作に参加したブッカー・アーヴィンのオリジナル曲で、本作に先がけてテディ・チャールズやホレス・パーラン（前者の録音にはアーヴィンも参加）による録音も残されている。ロニー・マシューズとラリー・リドレイは、ヘインズが1963年9月に録音したアルバム『シンバリズム』でも、引き続きサイドマンを務めた。
収録曲のうち「ハニーデュー」と「ドリアン」は、45回転シングル(Prestige 45-264)としても発売された。また、1980年に「ロイ・ヘインズ・アンド・ブッカー・アーヴィン」名義で発売されたアルバム『Bad News Blues』は、本作と同内容である。
スコット・ヤナウはオールミュージックにおいて5点満点中4点を付け「アーヴィンのソウルフルな一方で先進的でもある独特のサウンドが、存分に披露されている」と評している。

## 収録曲
1. スクーチー - "Scoochie" (Booker Ervin) - 5:53
2. ドリアン - "Dorian" (Ronnie Mathews) - 6:48
3. スケッチ・オブ・メルバ - "Sketch of Melba" (Randy Weston) - 7:37
4. ハニーデュー - "Honeydew" (R. Mathews) - 3:46
5. パリの空の下 - "Under Paris Skies" (Hubert Giraud) - 7:40
6. バッド・ニュース・ブルース - "Bad News Blues" (Roy Haynes) - 6:50

## 参加ミュージシャン
- ロイ・ヘインズ - ドラムス
- ブッカー・アーヴィン - テナー・サクソフォーン
- ロニー・マシューズ（英語版） - ピアノ
- ラリー・リドレイ - ベース